# Volta ao Algarve de 2021
A 47.ª edição da competição de ciclismo Volta ao Algarve foi uma corrida de ciclismo de estrada por etapas que se celebrou entre a 5 e a 9 de maio de 2021 em Portugal com início na cidade de Lagos e final na cidade de Loulé no Alto do Malhão, sobre uma distância total de 754,71 quilómetros.
A corrida fez parte do do UCI ProSeries de 2021, calendário ciclístico mundial de segunda divisão, dentro da categoria UCI 2.pro e foi vencida pelo português João Rodrigues do W52-FC Porto. Completaram o pódio, como segundo e terceiro classificado respectivamente, o britânico Ethan Hayter do Ineos Grenadiers e o dinamarquês Kasper Asgreen do Deceuninck-Quick Step.

## Equipas participantes
Tomaram parte na corrida 25 equipas: 7 de categoria UCI WorldTeam convidados pela organização, 8 de categoria UCI ProTeam e 3 de categoria Continental. Formaram assim um pelotão de 175 ciclistas dos que acabaram 153. As equipas participantes foram:
| Equipes WorldTeam (7)- AG2R Citroën Team - Bora-Hansgrohe - Deceuninck-Quick Step - Groupama-FDJ - Ineos Grenadiers - Intermarché-Wanty-Gobert Matériaux - UAE Team Emirates Equipes ProTeam (8)- Arkéa-Samsic - Bingoal Pauwels Sauces WB - Burgos-BH - Caja Rural-Seguros RGA - Delko - Equipo Kern Pharma - Euskaltel-Euskadi - Rally Cycling Equipes Continentais (10)- Antarte-Feirense - Atum General-Tavira-Maria Nova Hotel - Efapel - Hagens Berman Axeon - Kelly-Simoldes-UDO - LA Alumínios-LA Sport - Louletano-Loulé Concelho - Rádio Popular-Boavista - Tavfer-Measindot-Mortágua - W52-FC Porto |
| |

## Percorrido
A Volta ao Algarve dispôs de cinco etapas dividido em duas etapas planas, uma etapa em media montanha, uma contrarrelógio individual, e uma etapa de alta montanha na última etapa, para um percurso total de 754,71 quilómetros.
| Etapa | Data   | Percurso                   | type                      | Distância (km) | Elevação (m) | Vencedor       | Líder geral    |
| ----- | ------ | -------------------------- | ------------------------- | -------------- | ------------ | -------------- | -------------- |
| 1     | 5 mai. | Lagos – Portimão           | etapa plana               | 189,65         | 1 719 m      | Sam Bennett    | Sam Bennett    |
| 2     | 6 mai. | Sagres – Foia              | alta montanha             | 182,1          | 3 026 m      | Ethan Hayter   | Ethan Hayter   |
| 3     | 7 mai. | Faro – Tavira              | etapa plana               | 203,1          | 1 804 m      | Sam Bennett    | Ethan Hayter   |
| 4     | 8 mai. | Lagoa – Lagoa              | contrarrelógio individual | 20,2           | 200 m        | Kasper Asgreen | Ethan Hayter   |
| 5     | 9 mai. | Albufeira – Alto do Malhão | média montanha            | 169,66         | 2 686 m      | Élie Gesbert   | João Rodrigues |

## Desenvolvimento da corrida

### 1.ª etapa
| Lagos - Portimão | etapa plana | (189,65 km) |

| \| Classificação por etapas \| Classificação por etapas \| Classificação por etapas \| Classificação por etapas \| Classificação por etapas \| \| Ciclista \| Ciclista \| Equipe \| Tempo \| \| \| ------------------------ \| ------------------------ \| ---------------------------------- \| ------------------------ \| ------------------------ \| \| 1. \| Sam Bennett \| Deceuninck-Quick Step \| 4h37m41s \| \| \| 2. \| Danny van Poppel \| Intermarché-Wanty-Gobert Matériaux \| + 0s \| \| \| 3. \| Jon Aberasturi \| Caja Rural-Seguros RGA \| + 0s \| \| \| 4. \| Stanislaw Aniolkowski \| Bingoal Pauwels Sauces WB \| + 0s \| \| \| 5. \| Iúri Leitão \| Tavfer-Measindot-Mortágua \| + 0s \| \| \| 6. \| Michael Mørkøv \| Deceuninck-Quick Step \| + 0s \| \| \| 7. \| Jarrad Drizners \| Hagens Berman Axeon \| + 0s \| \| \| 8. \| Rui Oliveira \| UAE Team Emirates \| + 0s \| \| \| 9. \| Ethan Hayter \| Ineos Grenadiers \| + 0s \| \| \| 10. \| Mikel Aristi \| Euskaltel-Euskadi \| + 0s \| \| |                       |                                    |          |
| |                       |                                    |          |
| Fonte: ProCyclingStats |                       |                                    |          |
| Classificação por etapas |                       |                                    |          |
| Ciclista | Ciclista              | Equipe                             | Tempo    |
| 1. | Sam Bennett           | Deceuninck-Quick Step              | 4h37m41s |
| 2. | Danny van Poppel      | Intermarché-Wanty-Gobert Matériaux | + 0s     |
| 3. | Jon Aberasturi        | Caja Rural-Seguros RGA             | + 0s     |
| 4. | Stanislaw Aniolkowski | Bingoal Pauwels Sauces WB          | + 0s     |
| 5. | Iúri Leitão           | Tavfer-Measindot-Mortágua          | + 0s     |
| 6. | Michael Mørkøv        | Deceuninck-Quick Step              | + 0s     |
| 7. | Jarrad Drizners       | Hagens Berman Axeon                | + 0s     |
| 8. | Rui Oliveira          | UAE Team Emirates                  | + 0s     |
| 9. | Ethan Hayter          | Ineos Grenadiers                   | + 0s     |
| 10. | Mikel Aristi          | Euskaltel-Euskadi                  | + 0s     |

| \| Classificação geral \| Classificação geral \| Classificação geral \| Classificação geral \| Classificação geral \| \| Ciclista \| Ciclista \| Equipe \| Tempo \| \| \| ------------------- \| --------------------- \| ---------------------------------- \| ------------------- \| ------------------- \| \| 1. \| Sam Bennett \| Deceuninck-Quick Step \| 4h37m41s \| \| \| 2. \| Danny van Poppel \| Intermarché-Wanty-Gobert Matériaux \| + 0s \| \| \| 3. \| Jon Aberasturi \| Caja Rural-Seguros RGA \| + 0s \| \| \| 4. \| Stanislaw Aniolkowski \| Bingoal Pauwels Sauces WB \| + 0s \| \| \| 5. \| Iúri Leitão \| Tavfer-Measindot-Mortágua \| + 0s \| \| \| 6. \| Michael Mørkøv \| Deceuninck-Quick Step \| + 0s \| \| \| 7. \| Jarrad Drizners \| Hagens Berman Axeon \| + 0s \| \| \| 8. \| Rui Oliveira \| UAE Team Emirates \| + 0s \| \| \| 9. \| Ethan Hayter \| Ineos Grenadiers \| + 0s \| \| \| 10. \| Mikel Aristi \| Euskaltel-Euskadi \| + 0s \| \| |                       |                                    |          |
| |                       |                                    |          |
| Fonte: ProCyclingStats |                       |                                    |          |
| Classificação geral |                       |                                    |          |
| Ciclista | Ciclista              | Equipe                             | Tempo    |
| 1. | Sam Bennett           | Deceuninck-Quick Step              | 4h37m41s |
| 2. | Danny van Poppel      | Intermarché-Wanty-Gobert Matériaux | + 0s     |
| 3. | Jon Aberasturi        | Caja Rural-Seguros RGA             | + 0s     |
| 4. | Stanislaw Aniolkowski | Bingoal Pauwels Sauces WB          | + 0s     |
| 5. | Iúri Leitão           | Tavfer-Measindot-Mortágua          | + 0s     |
| 6. | Michael Mørkøv        | Deceuninck-Quick Step              | + 0s     |
| 7. | Jarrad Drizners       | Hagens Berman Axeon                | + 0s     |
| 8. | Rui Oliveira          | UAE Team Emirates                  | + 0s     |
| 9. | Ethan Hayter          | Ineos Grenadiers                   | + 0s     |
| 10. | Mikel Aristi          | Euskaltel-Euskadi                  | + 0s     |

### 2.ª etapa
| Sagres - Foia | alta montanha | (182,1 km) |

| \| Classificação por etapas \| Classificação por etapas \| Classificação por etapas \| Classificação por etapas \| Classificação por etapas \| \| Ciclista \| Ciclista \| Equipe \| Tempo \| \| \| ------------------------ \| ------------------------ \| ---------------------------------- \| ------------------------ \| ------------------------ \| \| 1. \| Ethan Hayter \| Ineos Grenadiers \| 4h48m43s \| \| \| 2. \| João Rodrigues \| W52-FC Porto \| + 0s \| \| \| 3. \| Jonathan Lastra \| Caja Rural-Seguros RGA \| + 0s \| \| \| 4. \| Élie Gesbert \| Arkéa-Samsic \| + 4s \| \| \| 5. \| Iván Ramiro Sosa \| Ineos Grenadiers \| + 9s \| \| \| 6. \| Sebastián Henao \| Ineos Grenadiers \| + 20s \| \| \| 7. \| Amaro Antunes \| W52-FC Porto \| + 30s \| \| \| 8. \| Odd Christian Eiking \| Intermarché-Wanty-Gobert Matériaux \| + 34s \| \| \| 9. \| Luís Felipe Fernandes \| Rádio Popular-Boavista \| + 35s \| \| \| 10. \| Nicolas Prodhomme \| AG2R Citroën Team \| + 35s \| \| |                       |                                    |          |
| |                       |                                    |          |
| Fonte: ProCyclingStats |                       |                                    |          |
| Classificação por etapas |                       |                                    |          |
| Ciclista | Ciclista              | Equipe                             | Tempo    |
| 1. | Ethan Hayter          | Ineos Grenadiers                   | 4h48m43s |
| 2. | João Rodrigues        | W52-FC Porto                       | + 0s     |
| 3. | Jonathan Lastra       | Caja Rural-Seguros RGA             | + 0s     |
| 4. | Élie Gesbert          | Arkéa-Samsic                       | + 4s     |
| 5. | Iván Ramiro Sosa      | Ineos Grenadiers                   | + 9s     |
| 6. | Sebastián Henao       | Ineos Grenadiers                   | + 20s    |
| 7. | Amaro Antunes         | W52-FC Porto                       | + 30s    |
| 8. | Odd Christian Eiking  | Intermarché-Wanty-Gobert Matériaux | + 34s    |
| 9. | Luís Felipe Fernandes | Rádio Popular-Boavista             | + 35s    |
| 10. | Nicolas Prodhomme     | AG2R Citroën Team                  | + 35s    |

| \| Classificação geral \| Classificação geral \| Classificação geral \| Classificação geral \| Classificação geral \| \| Ciclista \| Ciclista \| Equipe \| Tempo \| \| \| ------------------- \| --------------------- \| ---------------------------------- \| ------------------- \| ------------------- \| \| 1. \| Ethan Hayter \| Ineos Grenadiers \| 9h26m24s \| \| \| 2. \| João Rodrigues \| W52-FC Porto \| + 0s \| \| \| 3. \| Jonathan Lastra \| Caja Rural-Seguros RGA \| + 0s \| \| \| 4. \| Élie Gesbert \| Arkéa-Samsic \| + 4s \| \| \| 5. \| Iván Ramiro Sosa \| Ineos Grenadiers \| + 9s \| \| \| 6. \| Sebastián Henao \| Ineos Grenadiers \| + 20s \| \| \| 7. \| Amaro Antunes \| W52-FC Porto \| + 30s \| \| \| 8. \| Odd Christian Eiking \| Intermarché-Wanty-Gobert Matériaux \| + 34s \| \| \| 9. \| Luís Felipe Fernandes \| Rádio Popular-Boavista \| + 35s \| \| \| 10. \| Nicolas Prodhomme \| AG2R Citroën Team \| + 35s \| \| |                       |                                    |          |
| |                       |                                    |          |
| Fonte: ProCyclingStats |                       |                                    |          |
| Classificação geral |                       |                                    |          |
| Ciclista | Ciclista              | Equipe                             | Tempo    |
| 1. | Ethan Hayter          | Ineos Grenadiers                   | 9h26m24s |
| 2. | João Rodrigues        | W52-FC Porto                       | + 0s     |
| 3. | Jonathan Lastra       | Caja Rural-Seguros RGA             | + 0s     |
| 4. | Élie Gesbert          | Arkéa-Samsic                       | + 4s     |
| 5. | Iván Ramiro Sosa      | Ineos Grenadiers                   | + 9s     |
| 6. | Sebastián Henao       | Ineos Grenadiers                   | + 20s    |
| 7. | Amaro Antunes         | W52-FC Porto                       | + 30s    |
| 8. | Odd Christian Eiking  | Intermarché-Wanty-Gobert Matériaux | + 34s    |
| 9. | Luís Felipe Fernandes | Rádio Popular-Boavista             | + 35s    |
| 10. | Nicolas Prodhomme     | AG2R Citroën Team                  | + 35s    |

### 3.ª etapa
| Faro - Tavira | etapa plana | (203,1 km) |

| \| Classificação por etapas \| Classificação por etapas \| Classificação por etapas \| Classificação por etapas \| Classificação por etapas \| \| Ciclista \| Ciclista \| Equipe \| Tempo \| \| \| ------------------------ \| ------------------------ \| ---------------------------------- \| ------------------------ \| ------------------------ \| \| 1. \| Sam Bennett \| Deceuninck-Quick Step \| 5h02m14s \| \| \| 2. \| Danny van Poppel \| Intermarché-Wanty-Gobert Matériaux \| + 0s \| \| \| 3. \| Michael Mørkøv \| Deceuninck-Quick Step \| + 0s \| \| \| 4. \| Jon Aberasturi \| Caja Rural-Seguros RGA \| + 0s \| \| \| 5. \| Pascal Ackermann \| Bora-Hansgrohe \| + 0s \| \| \| 6. \| Eduard-Michael Grosu \| Delko \| + 0s \| \| \| 7. \| Thomas Boudat \| Arkéa-Samsic \| + 0s \| \| \| 8. \| Rui Oliveira \| UAE Team Emirates \| + 0s \| \| \| 9. \| Iúri Leitão \| Tavfer-Measindot-Mortágua \| + 0s \| \| \| 10. \| Ryan Gibbons \| UAE Team Emirates \| + 0s \| \| |                      |                                    |          |
| |                      |                                    |          |
| Fonte: ProCyclingStats |                      |                                    |          |
| Classificação por etapas |                      |                                    |          |
| Ciclista | Ciclista             | Equipe                             | Tempo    |
| 1. | Sam Bennett          | Deceuninck-Quick Step              | 5h02m14s |
| 2. | Danny van Poppel     | Intermarché-Wanty-Gobert Matériaux | + 0s     |
| 3. | Michael Mørkøv       | Deceuninck-Quick Step              | + 0s     |
| 4. | Jon Aberasturi       | Caja Rural-Seguros RGA             | + 0s     |
| 5. | Pascal Ackermann     | Bora-Hansgrohe                     | + 0s     |
| 6. | Eduard-Michael Grosu | Delko                              | + 0s     |
| 7. | Thomas Boudat        | Arkéa-Samsic                       | + 0s     |
| 8. | Rui Oliveira         | UAE Team Emirates                  | + 0s     |
| 9. | Iúri Leitão          | Tavfer-Measindot-Mortágua          | + 0s     |
| 10. | Ryan Gibbons         | UAE Team Emirates                  | + 0s     |

| \| Classificação geral \| Classificação geral \| Classificação geral \| Classificação geral \| Classificação geral \| \| Ciclista \| Ciclista \| Equipe \| Tempo \| \| \| ------------------- \| --------------------- \| ---------------------------------- \| ------------------- \| ------------------- \| \| 1. \| Ethan Hayter \| Ineos Grenadiers \| 14h28m40s \| \| \| 2. \| João Rodrigues \| W52-FC Porto \| + 0s \| \| \| 3. \| Jonathan Lastra \| Caja Rural-Seguros RGA \| + 0s \| \| \| 4. \| Élie Gesbert \| Arkéa-Samsic \| + 4s \| \| \| 5. \| Iván Ramiro Sosa \| Ineos Grenadiers \| + 9s \| \| \| 6. \| Sebastián Henao \| Ineos Grenadiers \| + 20s \| \| \| 7. \| Amaro Antunes \| W52-FC Porto \| + 30s \| \| \| 8. \| Odd Christian Eiking \| Intermarché-Wanty-Gobert Matériaux \| + 34s \| \| \| 9. \| Nicolas Prodhomme \| AG2R Citroën Team \| + 35s \| \| \| 10. \| Luís Felipe Fernandes \| Rádio Popular-Boavista \| + 35s \| \| |                       |                                    |           |
| |                       |                                    |           |
| Fonte: ProCyclingStats |                       |                                    |           |
| Classificação geral |                       |                                    |           |
| Ciclista | Ciclista              | Equipe                             | Tempo     |
| 1. | Ethan Hayter          | Ineos Grenadiers                   | 14h28m40s |
| 2. | João Rodrigues        | W52-FC Porto                       | + 0s      |
| 3. | Jonathan Lastra       | Caja Rural-Seguros RGA             | + 0s      |
| 4. | Élie Gesbert          | Arkéa-Samsic                       | + 4s      |
| 5. | Iván Ramiro Sosa      | Ineos Grenadiers                   | + 9s      |
| 6. | Sebastián Henao       | Ineos Grenadiers                   | + 20s     |
| 7. | Amaro Antunes         | W52-FC Porto                       | + 30s     |
| 8. | Odd Christian Eiking  | Intermarché-Wanty-Gobert Matériaux | + 34s     |
| 9. | Nicolas Prodhomme     | AG2R Citroën Team                  | + 35s     |
| 10. | Luís Felipe Fernandes | Rádio Popular-Boavista             | + 35s     |

### 4.ª etapa
| Lagoa - Lagoa | contrarrelógio individual | (20,2 km) |

| \| Classificação por etapas \| Classificação por etapas \| Classificação por etapas \| Classificação por etapas \| Classificação por etapas \| \| Ciclista \| Ciclista \| Equipe \| Tempo \| \| \| ------------------------ \| ------------------------ \| ------------------------ \| ------------------------ \| ------------------------ \| \| 1. \| Kasper Asgreen \| Deceuninck-Quick Step \| 23m52s \| \| \| 2. \| Rafael Reis \| Efapel \| + 3s \| \| \| 3. \| Benjamin Thomas \| Groupama-FDJ \| + 9s \| \| \| 4. \| Thibault Guernalec \| Arkéa-Samsic \| + 19s \| \| \| 5. \| Nils Politt \| Bora-Hansgrohe \| + 28s \| \| \| 6. \| Ivo Oliveira \| UAE Team Emirates \| + 37s \| \| \| 7. \| Ryan Gibbons \| UAE Team Emirates \| + 52s \| \| \| 8. \| Diego López \| Equipo Kern Pharma \| + 53s \| \| \| 9. \| Ethan Hayter \| Ineos Grenadiers \| + 1m02s \| \| \| 10. \| Carlos Rodríguez \| Ineos Grenadiers \| + 1m13s \| \| |                    |                       |         |
| |                    |                       |         |
| Fonte: ProCyclingStats |                    |                       |         |
| Classificação por etapas |                    |                       |         |
| Ciclista | Ciclista           | Equipe                | Tempo   |
| 1. | Kasper Asgreen     | Deceuninck-Quick Step | 23m52s  |
| 2. | Rafael Reis        | Efapel                | + 3s    |
| 3. | Benjamin Thomas    | Groupama-FDJ          | + 9s    |
| 4. | Thibault Guernalec | Arkéa-Samsic          | + 19s   |
| 5. | Nils Politt        | Bora-Hansgrohe        | + 28s   |
| 6. | Ivo Oliveira       | UAE Team Emirates     | + 37s   |
| 7. | Ryan Gibbons       | UAE Team Emirates     | + 52s   |
| 8. | Diego López        | Equipo Kern Pharma    | + 53s   |
| 9. | Ethan Hayter       | Ineos Grenadiers      | + 1m02s |
| 10. | Carlos Rodríguez   | Ineos Grenadiers      | + 1m13s |

| \| Classificação geral \| Classificação geral \| Classificação geral \| Classificação geral \| Classificação geral \| \| Ciclista \| Ciclista \| Equipe \| Tempo \| \| \| ------------------- \| ------------------- \| ---------------------- \| ------------------- \| ------------------- \| \| 1. \| Ethan Hayter \| Ineos Grenadiers \| 14h53m34s \| \| \| 2. \| João Rodrigues \| W52-FC Porto \| + 12s \| \| \| 3. \| Kasper Asgreen \| Deceuninck-Quick Step \| + 21s \| \| \| 4. \| Thibault Guernalec \| Arkéa-Samsic \| + 22s \| \| \| 5. \| Jonathan Lastra \| Caja Rural-Seguros RGA \| + 42s \| \| \| 6. \| Maxime Bouet \| Arkéa-Samsic \| + 53s \| \| \| 7. \| Élie Gesbert \| Arkéa-Samsic \| + 56s \| \| \| 8. \| Sebastián Henao \| Ineos Grenadiers \| + 1m18s \| \| \| 9. \| Sean Quinn \| Hagens Berman Axeon \| + 1m37s \| \| \| 10. \| Daniel Navarro \| Burgos-BH \| + 1m43s \| \| |                    |                        |           |
| |                    |                        |           |
| Fonte: ProCyclingStats |                    |                        |           |
| Classificação geral |                    |                        |           |
| Ciclista | Ciclista           | Equipe                 | Tempo     |
| 1. | Ethan Hayter       | Ineos Grenadiers       | 14h53m34s |
| 2. | João Rodrigues     | W52-FC Porto           | + 12s     |
| 3. | Kasper Asgreen     | Deceuninck-Quick Step  | + 21s     |
| 4. | Thibault Guernalec | Arkéa-Samsic           | + 22s     |
| 5. | Jonathan Lastra    | Caja Rural-Seguros RGA | + 42s     |
| 6. | Maxime Bouet       | Arkéa-Samsic           | + 53s     |
| 7. | Élie Gesbert       | Arkéa-Samsic           | + 56s     |
| 8. | Sebastián Henao    | Ineos Grenadiers       | + 1m18s   |
| 9. | Sean Quinn         | Hagens Berman Axeon    | + 1m37s   |
| 10. | Daniel Navarro     | Burgos-BH              | + 1m43s   |

### 5.ª etapa
| Albufeira - Alto do Malhão | média montanha | (169,66 km) |

| \| Classificação por etapas \| Classificação por etapas \| Classificação por etapas \| Classificação por etapas \| Classificação por etapas \| \| Ciclista \| Ciclista \| Equipe \| Tempo \| \| \| ------------------------ \| ------------------------ \| ------------------------- \| ------------------------ \| ------------------------ \| \| 1. \| Élie Gesbert \| Arkéa-Samsic \| 4h10m10s \| \| \| 2. \| João Rodrigues \| W52-FC Porto \| + 0s \| \| \| 3. \| Jóni Brandão \| W52-FC Porto \| + 9s \| \| \| 4. \| Jonathan Lastra \| Caja Rural-Seguros RGA \| + 11s \| \| \| 5. \| Amaro Antunes \| W52-FC Porto \| + 15s \| \| \| 6. \| Joaquim Silva \| Tavfer-Measindot-Mortágua \| + 17s \| \| \| 7. \| Nicolas Prodhomme \| AG2R Citroën Team \| + 17s \| \| \| 8. \| Kasper Asgreen \| Deceuninck-Quick Step \| + 19s \| \| \| 9. \| Sebastián Henao \| Ineos Grenadiers \| + 21s \| \| \| 10. \| Ethan Hayter \| Ineos Grenadiers \| + 21s \| \| |                   |                           |          |
| |                   |                           |          |
| Fonte: ProCyclingStats |                   |                           |          |
| Classificação por etapas |                   |                           |          |
| Ciclista | Ciclista          | Equipe                    | Tempo    |
| 1. | Élie Gesbert      | Arkéa-Samsic              | 4h10m10s |
| 2. | João Rodrigues    | W52-FC Porto              | + 0s     |
| 3. | Jóni Brandão      | W52-FC Porto              | + 9s     |
| 4. | Jonathan Lastra   | Caja Rural-Seguros RGA    | + 11s    |
| 5. | Amaro Antunes     | W52-FC Porto              | + 15s    |
| 6. | Joaquim Silva     | Tavfer-Measindot-Mortágua | + 17s    |
| 7. | Nicolas Prodhomme | AG2R Citroën Team         | + 17s    |
| 8. | Kasper Asgreen    | Deceuninck-Quick Step     | + 19s    |
| 9. | Sebastián Henao   | Ineos Grenadiers          | + 21s    |
| 10. | Ethan Hayter      | Ineos Grenadiers          | + 21s    |

## Classificações finais
- As classificações finalizaram da seguinte forma:[4]

### Classificação geral
| \| Classificação geral \| Classificação geral \| Classificação geral \| Classificação geral \| Classificação geral \| \| Ciclista \| Ciclista \| Equipe \| Tempo \| \| \| ------------------- \| ------------------- \| ---------------------- \| ------------------- \| ------------------- \| \| 1. \| João Rodrigues \| W52-FC Porto \| 19h03m56s \| \| \| 2. \| Ethan Hayter \| Ineos Grenadiers \| + 9s \| \| \| 3. \| Kasper Asgreen \| Deceuninck-Quick Step \| + 28s \| \| \| 4. \| Jonathan Lastra \| Caja Rural-Seguros RGA \| + 41s \| \| \| 5. \| Élie Gesbert \| Arkéa-Samsic \| + 44s \| \| \| 6. \| Thibault Guernalec \| Arkéa-Samsic \| + 48s \| \| \| 7. \| Maxime Bouet \| Arkéa-Samsic \| + 1m13s \| \| \| 8. \| Sebastián Henao \| Ineos Grenadiers \| + 1m27s \| \| \| 9. \| Jóni Brandão \| W52-FC Porto \| + 1m40s \| \| \| 10. \| Daniel Navarro \| Burgos-BH \| + 1m54s \| \| |                    |                        |           |
| |                    |                        |           |
| Fonte: ProCyclingStats |                    |                        |           |
| Classificação geral |                    |                        |           |
| Ciclista | Ciclista           | Equipe                 | Tempo     |
| 1. | João Rodrigues     | W52-FC Porto           | 19h03m56s |
| 2. | Ethan Hayter       | Ineos Grenadiers       | + 9s      |
| 3. | Kasper Asgreen     | Deceuninck-Quick Step  | + 28s     |
| 4. | Jonathan Lastra    | Caja Rural-Seguros RGA | + 41s     |
| 5. | Élie Gesbert       | Arkéa-Samsic           | + 44s     |
| 6. | Thibault Guernalec | Arkéa-Samsic           | + 48s     |
| 7. | Maxime Bouet       | Arkéa-Samsic           | + 1m13s   |
| 8. | Sebastián Henao    | Ineos Grenadiers       | + 1m27s   |
| 9. | Jóni Brandão       | W52-FC Porto           | + 1m40s   |
| 10. | Daniel Navarro     | Burgos-BH              | + 1m54s   |

### Classificação da montanha
| Classificação da montanha | Classificação da montanha | Classificação da montanha | Classificação da montanha | Classificação da montanha |
| Ciclista                  | Ciclista                  | Equipe                    | Pontos                    |                           |
| ------------------------- | ------------------------- | ------------------------- | ------------------------- | ------------------------- |
| 1.                        | Luís Felipe Fernandes     | Rádio Popular-Boavista    | 16 pts                    |                           |
| 2.                        | João Rodrigues            | W52-FC Porto              | 15 pts                    |                           |
| 3.                        | Michaek Schwarzmann       | Bora-Hansgrohe            | 13 pts                    |                           |
| 4.                        | Ethan Hayter              | Ineos Grenadiers          | 13 pts                    |                           |
| 5.                        | Élie Gesbert              | Arkéa-Samsic              | 10 pts                    |                           |
| 6.                        | Kenny Molly               | Bingoal Pauwels Sauces WB | 8 pts                     |                           |
| 7.                        | Jonathan Lastra           | Caja Rural-Seguros RGA    | 8 pts                     |                           |
| 8.                        | Javier Moreno             | Efapel                    | 7 pts                     |                           |
| 9.                        | Henrique Casimiro         | Kelly-Simoldes-UDO        | 7 pts                     |                           |
| 10.                       | Benjamin Thomas           | Groupama-FDJ              | 7 pts                     |                           |

### Classificação dos pontos
| Classificação por pontos | Classificação por pontos | Classificação por pontos  | Classificação por pontos | Classificação por pontos |
| Ciclista                 | Ciclista                 | Equipe                    | Pontos                   |                          |
| ------------------------ | ------------------------ | ------------------------- | ------------------------ | ------------------------ |
| 1.                       | Sam Bennett              | Deceuninck-Quick Step     | 50 pts                   |                          |
| 2.                       | Jon Aberasturi           | Caja Rural-Seguros RGA    | 29 pts                   |                          |
| 3.                       | João Rodrigues           | W52-FC Porto              | 25 pts                   |                          |
| 4.                       | Michael Mørkøv           | Deceuninck-Quick Step     | 24 pts                   |                          |
| 5.                       | Élie Gesbert             | Arkéa-Samsic              | 23 pts                   |                          |
| 6.                       | Ethan Hayter             | Ineos Grenadiers          | 18 pts                   |                          |
| 7.                       | Jonathan Lastra          | Caja Rural-Seguros RGA    | 18 pts                   |                          |
| 8.                       | Stanislaw Aniolkowski    | Bingoal Pauwels Sauces WB | 13 pts                   |                          |
| 9.                       | Iúri Leitão              | Tavfer-Measindot-Mortágua | 12 pts                   |                          |
| 10.                      | Jóni Brandão             | W52-FC Porto              | 10 pts                   |                          |

### Classificação dos jovens
| Classificação dos jovens | Classificação dos jovens | Classificação dos jovens | Classificação dos jovens | Classificação dos jovens |
| Ciclista                 | Ciclista                 | Equipe                   | Tempo                    |                          |
| ------------------------ | ------------------------ | ------------------------ | ------------------------ | ------------------------ |
| 1.                       | Sean Quinn               | Hagens Berman Axeon      | 19h06m26s                |                          |
| 2.                       | Carlos Rodríguez         | Ineos Grenadiers         | + 3m05s                  |                          |
| 3.                       | Pedro Andrade            | Hagens Berman Axeon      | + 5m12s                  |                          |
| 4.                       | Matthew Riccitello       | Hagens Berman Axeon      | + 6m34s                  |                          |
| 5.                       | Diogo Barbosa            | Hagens Berman Axeon      | + 13m05s                 |                          |
| 6.                       | Afonso Silva             | Rádio Popular-Boavista   | + 13m32s                 |                          |
| 7.                       | Pedro Miguel Lopes       | Kelly-Simoldes-UDO       | + 13m46s                 |                          |
| 8.                       | Carlos Canal             | Burgos-BH                | + 15m27s                 |                          |
| 9.                       | Matis Louvel             | Arkéa-Samsic             | + 16m58s                 |                          |
| 10.                      | Jarrad Drizners          | Hagens Berman Axeon      | + 20m23s                 |                          |

### Classificação por equipas
| Classificação por equipes | Classificação por equipes            | Classificação por equipes | Classificação por equipes |
| Equipe                    | Equipe                               | Tempo                     |                           |
| ------------------------- | ------------------------------------ | ------------------------- | ------------------------- |
| 1.                        | Arkéa-Samsic                         | 44h42m20s                 |                           |
| 2.                        | Ineos Grenadiers                     | + 1s                      |                           |
| 3.                        | Delko                                | + 33s                     |                           |
| 4.                        | W52-FC Porto                         | + 3m30s                   |                           |
| 5.                        | Rally Cycling                        | + 6m50s                   |                           |
| 6.                        | Kelly-Simoldes-UDO                   | + 8m34s                   |                           |
| 7.                        | Caja Rural-Seguros RGA               | + 11m03s                  |                           |
| 8.                        | Atum General-Tavira-Maria Nova Hotel | + 11m05s                  |                           |
| 9.                        | Burgos-BH                            | + 11m39s                  |                           |
| 10.                       | Bingoal Pauwels Sauces WB            | + 13m42s                  |                           |

## Evolução das classificações
| Etapa                 | Vencedor              | Classificação geral | Classificação da montanha | Classificação dos pontos | Classificação dos jovens | Classificação por equipas |
| --------------------- | --------------------- | ------------------- | ------------------------- | ------------------------ | ------------------------ | ------------------------- |
| 1.ª                   | Sam Bennett           | Sam Bennett         | Jon Irisarri              | Sam Bennett              | Jarrad Drizners          | UAE Emirates              |
| 2.ª                   | Ethan Hayter          | Ethan Hayter        | João Rodrigues            | Sam Bennett              | Sean Quinn               | Ineos Grenadiers          |
| 3.ª                   | Sam Bennett           | Ethan Hayter        | João Rodrigues            | Sam Bennett              | Sean Quinn               | Ineos Grenadiers          |
| 4.ª                   | Kasper Asgreen        | Ethan Hayter        | João Rodrigues            | Sam Bennett              | Sean Quinn               | Ineos Grenadiers          |
| 5.ª                   | Élie Gesbert          | João Rodrigues      | Luís Fernandes            | Sam Bennett              | Sean Quinn               | Arkéa Samsic              |
| Classificações finais | Classificações finais | João Rodrigues      | Luís Fernandes            | Sam Bennett              | Sean Quinn               | Arkéa Samsic              |

## UCI World Ranking
A Volta ao Algarve outorgou pontos para o UCI World Ranking para corredores das equipas nas categorias UCI WorldTeam, UCI ProTeam e Continental. As seguintes tabelas são o barómetro de pontuação e os 10 corredores que obtiveram mais pontos:
| Posição             | 1.º | 2.º | 3.º | 4.º | 5.º | 6.º | 7.º | 8.º | 9.º | 10.º | 11.º | 12.º | 13.º | 14.º | 15.º | 16.º-30.º | 31.º-40.º |
| Classificação geral | 200 | 150 | 125 | 100 | 85  | 70  | 60  | 50  | 40  | 35   | 30   | 25   | 20   | 15   | 10   | 5         | 3         |
| Por etapa           | 20  | 10  | 5   |     |     |     |     |     |     |      |      |      |      |      |      |           |           |
| Líder               | 5   |     |     |     |     |     |     |     |     |      |      |      |      |      |      |           |           |

| Classificação |                    |                        |       |       |       |       |
| Posição       | Ciclista           | Equipa                 | Geral | Etapa | Líder | Total |
| ------------- | ------------------ | ---------------------- | ----- | ----- | ----- | ----- |
| 1.º           | João Rodrigues     | W52-FC Porto           | 200   | 20    | -     | 220   |
| 2.º           | Ethan Hayter       | Ineos Grenadiers       | 150   | 20    | 15    | 185   |
| 3.º           | Kasper Asgreen     | Deceuninck-Quick Step  | 125   | 20    | -     | 145   |
| 4.º           | Jonathan Lastra    | Caja Rural-Seguros RGA | 100   | 5     | -     | 105   |
| 5.º           | Élie Gesbert       | Arkéa Samsic           | 85    | 20    | -     | 105   |
| 6.º           | Thibault Guernalec | Arkéa Samsic           | 70    | -     | -     | 70    |
| 7.º           | Maxime Bouet       | Arkéa Samsic           | 60    | -     | -     | 60    |
| 8.º           | Sebastián Henao    | Ineos Grenadiers       | 50    | -     | -     | 50    |
| 9.º           | Joni Brandão       | W52-FC Porto           | 40    | 5     | -     | 45    |
| 10.º          | Sam Bennett        | Deceuninck-Quick Step  | -     | 40    | 5     | 45    |